# María Teresa León Goyri
María Teresa León Goyri (Logroño, 31 de outubro de 1903 – Madrid, 13 de dezembro de 1988), foi uma escritora espanhola.